# Emilio Baj Macario
Emilio Baj Macario (Cinisello, 1870 – Cinisello, 1929) è stato un politico italiano, sindaco di Cinisello dal 1910 al 1920 e dal 1923 al 1926, anno in cui fu nominato podestà, incarico che manterrà fino al 1928, anno della soppressione del Comune di Cinisello e della sua unificazione con Balsamo.

## Biografia
Fu a capo di un'amministrazione cattolico-moderata fra il 1910 e il 1920 e di una coalizione formata dal Partito Liberale e dal Partito Popolare col Partito Nazionale Fascista, in contrapposizione ai socialisti, ai socialisti unitari e ai comunisti. In quest'occasione venne rieletto quasi all'unanimità.
A un anno e mezzo dalla sua elezione, il 5 ottobre del 1924, accolse presso il Palazzo Municipale di Cinisello il duce Benito Mussolini, in città in occasione della IV edizione della Coppa Baracca, al Campo di Aviazione Clerici, rinviata all'indomani per maltempo.
In quell'occasione consegnò al duce la cittadinanza onoraria di Cinisello, pronunciando il seguente discorso:
(Emilio Baj Macario, domenica 5 ottobre 1924)
Secondo una ricostruzione critica successiva, è ritenuto molto probabile che in quell'occasione Emilio Baj Macario non espresse in alcun modo le proprie convinzioni personali, limitandosi a pronunciare un discorso particolarmente enfatico e retorico, che rispondeva più che altro alle particolari circostanze del momento, e alla comunque altissima portata dell'ospite presente. Emilio Baj Macario non esiterà infatti l'anno successivo a prendere una forte posizione in difesa dell'antifascista Paolo Brigatti. In quell'occasione infatti Paolo Brigatti era stato arrestato e trattenuto in carcere ingiustamente con l'accusa di porto abusivo di armi da fuoco e di tentato omicidio riguardo ad alcuni scontri svoltisi in precedenza. In segno di protesta le donne di Cinisello avevano indetto uno sciopero nelle tre filande cittadine, e si recarono proprio dal sindaco, Emilio Baj Macario, affinché si interessasse personalmente alla vicenda. Fu allora che si recò a Monza, minacciando il sottoprefetto di rassegnare le proprie dimissioni da sindaco nel caso in cui il Brigatti non fosse stato rilasciato al più presto. In seguito al suo intervento l'antifascista Paolo Brigatti venne rilasciato, dopo venti giorni di carcere.
Emilio Baj Macario rimase in carica come sindaco fino al 1926, anno in cui venne nominato podestà. Rimase in carica fino al 1928, anno in cui Cinisello venne unificato con Balsamo, nel nuovo Comune di Cinisello Balsamo.
Agli inizi del secolo abitava in Villa Arconati Visconti Arese a Cinisello; successivamente si trasferì a Milano con la famiglia, pur rimanendo proprietario dei terreni retrostanti la villa, per anni conosciuti in città come proprietà Baj Macario. Altri terreni attorno invece alla via Monte Ortigara vennero venduti dal figlio Enrico alla Cooperativa di Consumo "Giacomo Matteotti". Un altro figlio, Aldo, venne richiamato durante la prima guerra mondiale e morì a Milano per malattia, un mese dopo la fine della guerra.
Alla sua morte gli venne dedicata a perenne memoria una lapide con bassorilievo in bronzo recante la sua effigie, collocata nell'atrio del Palazzo Municipale di Cinisello.
CAV. UFF. ING. EMILIO BAY MACARIO

PER UN VENTENNIO SINDACO DI CINISELLO

PRIMO PODESTA’ DELL’ERA FASCISTA

INTEGERRIMO AMMINISTRATORE

PATRIOTA FERVENTE

MAGNIFICO ESEMPIO DI ELETTE VIRTU’

IL POPOLO UNANIME

MCMXXIX - VIII»